# Villa Les Mouettes
Ne doit pas être confondu avec Maison Les Mouettes.
La villa Les Mouettes est une villa construite au début du XXe siècle, située 8 bis rue Guyau, escalier Léopold-Bernstamm, à Menton dans les Alpes-Maritimes en France. C'est un exemple des villas construites au début du XXe siècle sur la Riviéra avec ses frises peintes sous l'avant-toit.

## Historique
La villa a été construite au début du XXe siècle par un architecte inconnu. La frise peinte sous l'avant-toit est caractéristique des villas construites à cette époque. Le sujet de cette frise rappelle le nom de la maison.
La villa a été occupée de 1914 à 1932 par le statuaire Léopold Bernstamm (1859-1939).
Les façades avec leur décor et la toiture sont inscrites au titre des monuments historiques par arrêté du 19 septembre 1990.
L'édifice a reçu le Label Patrimoine du XXe siècle le 1er mars 2001.